# Les carbasses de Mont-roig
Las Carbassas de Monroig (Les carbasses de Mont-roig, en català normatiu) és una còmedia en dos actes, en vers i en català del que ara es parla, original de Serafí Pitarra, pseudònim de Frederic Soler, estrenada al teatre de Varietats de Barcelona, la nit del 8 de juliol de 1865.

## Repartiment de l'estrena
- Mundeta: Francisca Soler
- Macari: Fermina Vilches
- Anton: Lleó Fontova
- Josep: Josep Clucellas
- Manel: Iscle Soler
- Don Enrique: Francisco Puig
- Patxorra: Joan Bertran
- Un soldat: N. Moleras
- Un capellà: N. Bigorria
- Un mosso: N. Janer

## Edicions
- 3ª ed.: López, editor. Llibreria Espanyola. Barcelona s.a.